# 182 Elsa
182 Elsa este un asteroid din centura principală, descoperit pe 7 februarie 1878, de Johann Palisa.